# 오렌지 글렌 고등학교

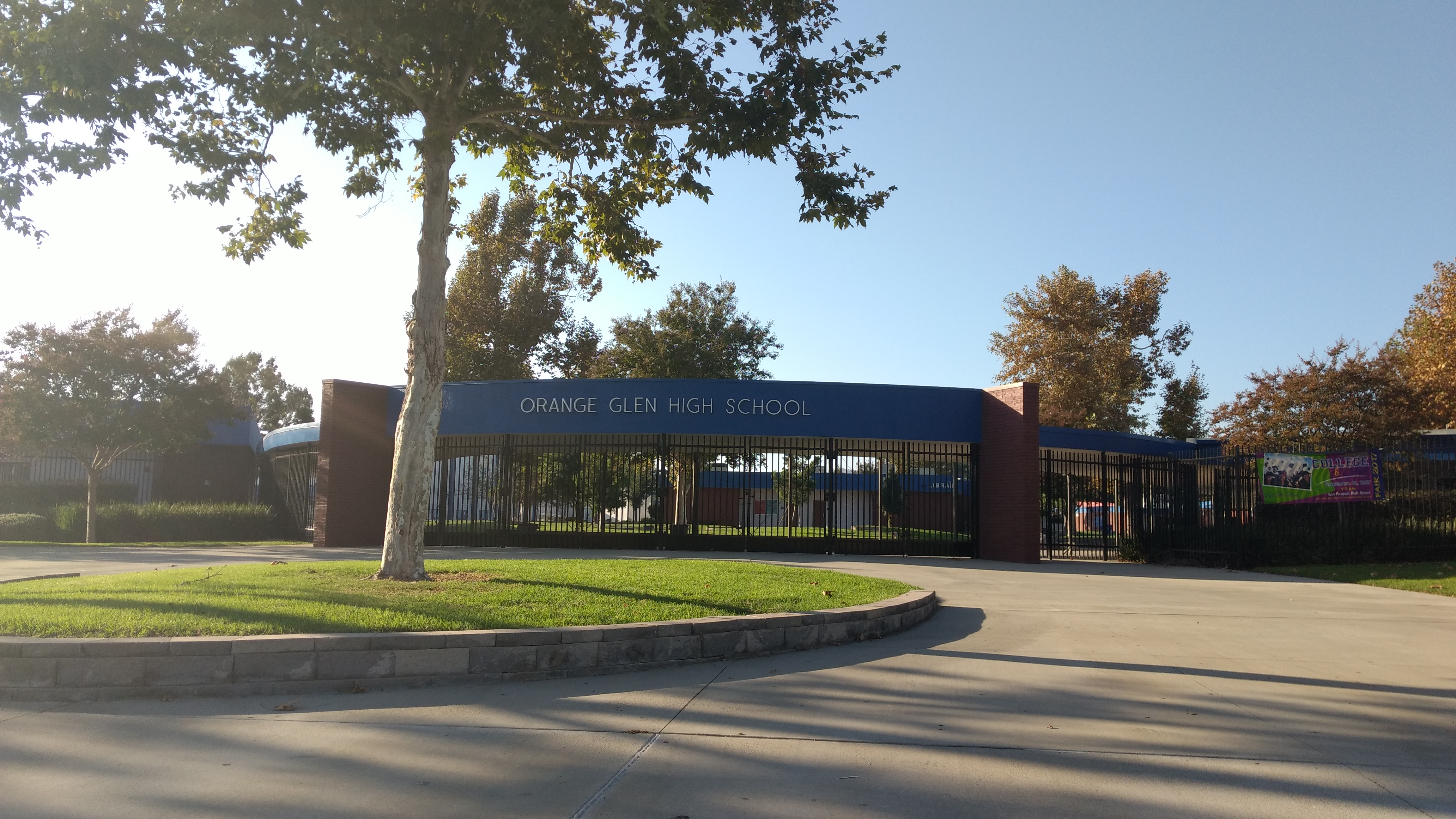

오렌지 글렌 고등학교('Orange Glen High School, OGHS)는 미국 캘리포니아주 에스콘디도에 있는 공립 고등학교이다. 1962년에 개교하였다.